# České exklávy v Horní Lužici
Historie českých exkláv v Horní Lužici sahá až do středověku, kdy římský císař Fridrich I. Barbarossa v roce 1158 propůjčil za vojenskou pomoc českému knížeti Vladislavu II. hrad a území Budyšín (německy Bautzen) v léno. Nástupem Habsburků na český trůn v roce 1526 se Horní Lužice dostala do sféry jejich mocenského vlivu. Po uzavření Pražského míru v roce 1635 mezi císařem Ferdinandem II. a katolickou ligou obdaroval císař Horní a Dolní Lužicí saského kurfiřta Jana Jiřího I. Územní ostrovy Günthersdorf (polsky Godzieszów) a Niedergerlachsheim (polsky Grabiszyce), Schirgiswalde (česky Šerachov) a Niederleutersdorf, které byly již dědičným majetkem a pod správou Koruny české, se tak objevily uprostřed saského majetku. Území Günthersdorf a Niedergerlachsheim byla odstoupena Sasku v roce 1815 a Schirgiswalde v roce 1845. Teprve po dlouhém vyjednávání došlo v roce 1849 skrze výměnu území i na exlávu Niederleutersdorf.

## Nejstarší historie
V roce 1002 daroval Jindřich II. polskému vévodovi Boleslavu I. Chrabrému lénem Milsko a v roce 1004 přenechal hrady Ostrusna, Trebista a Godobi (Göda) míšeňskému biskupovi. Po vítězství krále Konráda II. nad vévodou Měškem II. bylo léno uděleno markraběti míšeňskému a v roce 1076 českému vévodovi Vratislavovi II. Jako svatební dar putovalo území v roce 1084 jeho zeťovi, saskému hraběti Wiprechtovi z Grojče. Dědictví se pak ujali západně od Labe Wettinové a Horní Lužice připadla v roce 1135 k Čechám. Po krátkém držení míšeňskými hrabaty ji císař Fridrich Barbarossa udělil jako říšské léno znovu českému králi Vladislav I. Horní Lužice, až na léta 1254-1319, zůstala do roku 1806 součástí Českého království, respektive Rakouského císařství.

### Frýdlantské panství

Poloha Lužice v Evropě

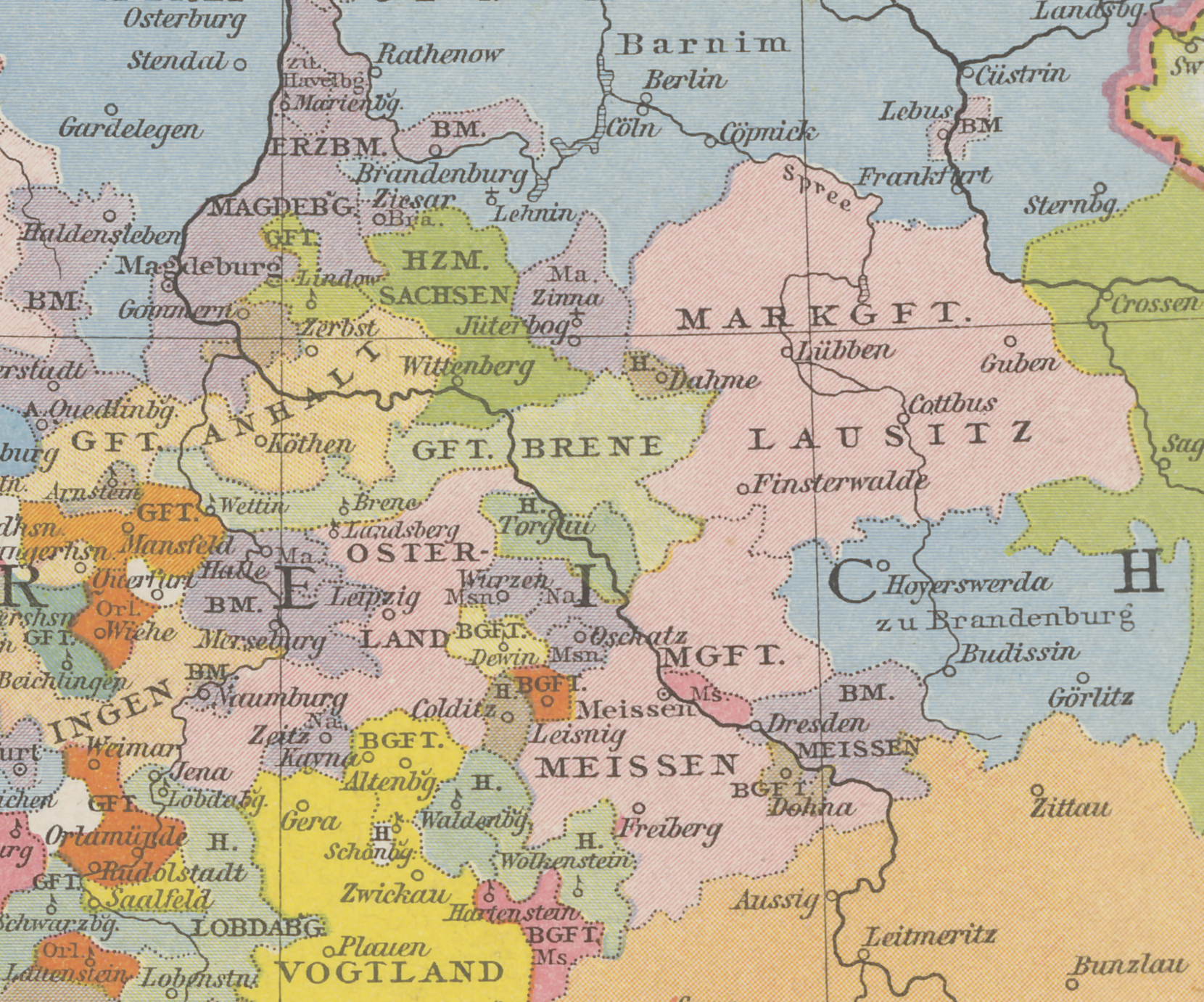
Lužická Marka v letech 1150 až 1250

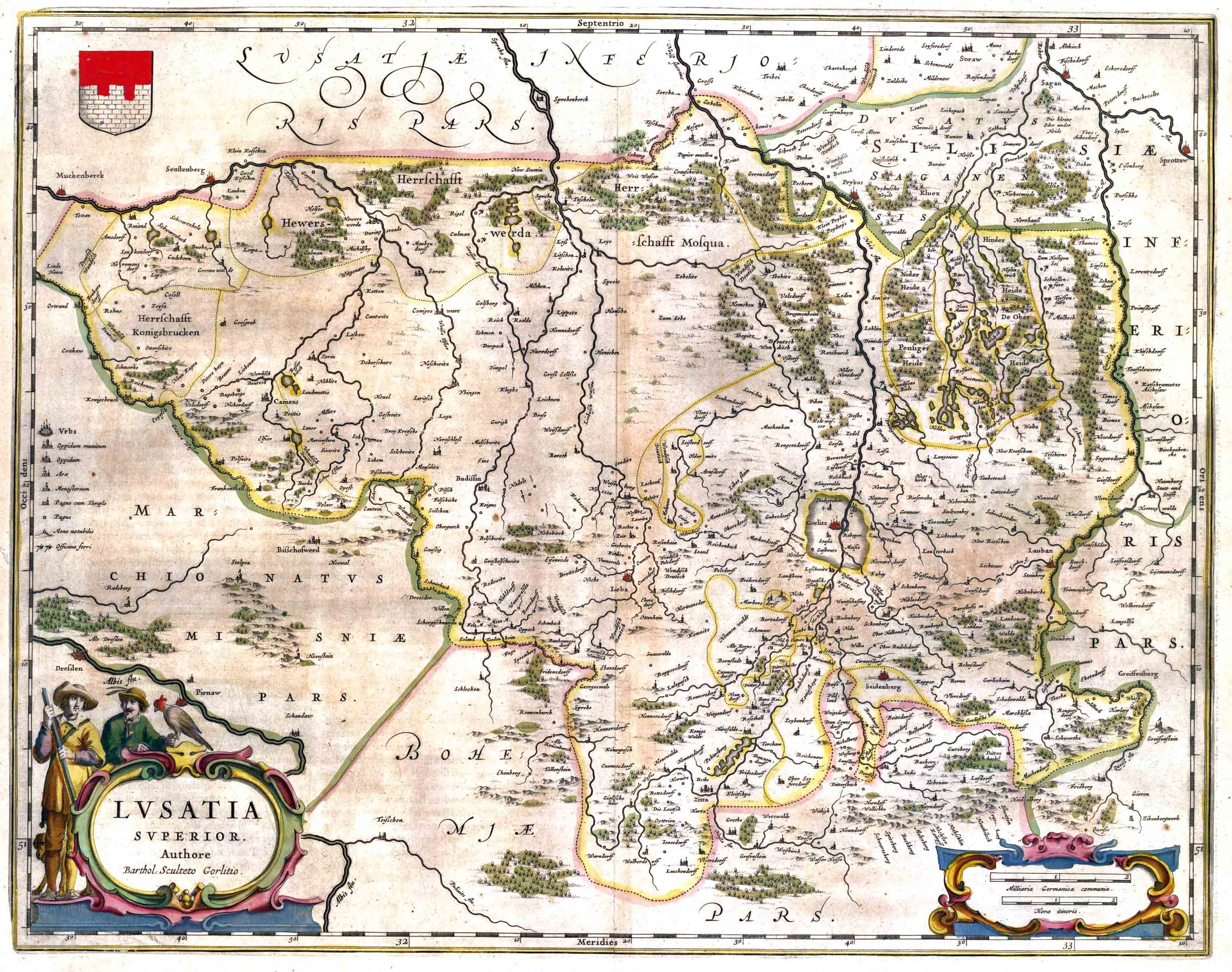
Mapa Horní Lužice z roku 1645 podle předlohy Bartholomea Sculteta

V roce 968 byla zřízena tři tzv. lužickosrbská biskupství: v Meziboří (Merseburg), Žíči (Zeitz) a Míšni (Meißen), spadající pod arcibiskupství v Děvíně (Magdeburg). Frýdlantská oblast, kam pozdější české exklávy spadaly, byla v 10. století považována za část země Milčanů a zahrnovala území na horním toku Zhořelecké Nisy, území na horním toku několika potoků ve směru k Labi a na severu dosahovala až k Herrnhutu. Západní část se nazývala zemí Budyšínskou a jihovýchodní Záhvozd (Zagozd, Zagost). Záhvozd se rozprostíral od Chřibské – Nové Vsi až ke Kwize (Queiss) u Marklissa (Leśna, Polsko) a k Friedebergu (Mirsk, Polsko) a zahrnoval kraj Kvízy, panství Seidenberg (Zawidów, Polsko), okolí Žitavy, opatství Marienthal a panství Frýdlant, Liberec, Grabštejn, dále Varnsdorf, Tolštejn a Rumburk. Na jihu ohraničovaly Záhvozd Jizerské hory a Ještědské pohoří. Východní část Záhvozdu mezi Nisou a Kwizou se dotýkala až nynějších okresů Liberec a Jablonec nad Nisou, kde byl později ve 13. století vybudován hrad Frýdlant s okolními vesnicemi (Arnoltice, Horní Řasnice, Pertoltice, Bulovka, Dětřichovec, Hejnice, Jindřichovice, Kunratice, Ludvíkov, Libverda, Luh, Lužec, Raspenava, Větrov, Dolní Řasnice, Krásný Les, Ves, Dolní Oldříš, Mníšek, Oldřichov v Hájích, Dětřichov, Albrechtice a Višňová). Ještě v roce 1188 spravovalo ale Frýdlantsko míšeňské biskupství a patřilo k Lužici.

### Majitelé frýdlantského panství
Ve 13. století došlo k novému vytyčení hranic. Frýdlantsko zůstalo u míšeňskému biskupství. Jeho severní hranici vytvářela spojnice mezi obcemi Windisch-Ossig (část Zhořelce), Schönberg (polsky Sulików), Halbendorf (polsky Mała Wieś), Bellmannsdorf (polsky Radzimów), Berna (polsky Bierna), Linda na severu a Radmeritz. Obce Wilka, Zwecke (polsky Ksawerów), Seidenberg (polsky Zawidów), Alt-Seidenberg (polsky St. Zawidów), Háj, Pertoltice, Bulovka, Horní, Střední a Dolní Grabiszyce ohraničovaly biskupství na jihu. Hrad Frýdlant s okolím vlastnili příslušníci žitavského purkrabského rodu Častoloviců (1257 Ronovec Častolov). Český král Přemysl Otakar II. pak v roce 1278 přenechal léno rytíři Rulkovi z Biberštejna (Bieberstein). Významné statky v Čechách, v Lužici a ve Slezsku byly v držení jeho vnuka Friedricha. Po vymření rodové linie na Frýdlantsku (před rokem 1551) připadly statky České koruně. V roce 1558 přenechal císař Ferdinand lenní panství Frýdlant (Liberec, Hamrštejnem a Seidenberg-Zawidów) Friedrichovi von Redern, synu Christopha v. Redern na Ruppersdorfu ve Slezsku.
Panství ale za účast na povstání proti císaři Ferdinandovi II. propadlo státu a v roce 1622 jej císař přenechal jako korunní léno Albrechtu Václavu Eusebiovi z Valdštejna. Po jeho zavraždění v Chebu v roce 1634 získal frýdlantský majetek do dědičného vlastnictví polní maršál a president dvorské válečné rady Matthias hrabě Gallas. Panství se tehdy skládalo z množství vrchnostenských a lenních vsí. Mezi lenní vesnice v roce 1629 patřily Loučná, Dolní Oldřiš, Andělka, Háj, Ves, Arnoltice, Černousy, Poustka, Boleslav, Habartice, Srbská, dále Nová Ves, Gerlachsheim (Grabiszyce, Polsko) a Günthersdorf (Godzieszów Polsko), také části Bulovky a Višňové. Jako vrchnostenské vesnice se uváděly Krásný Les, Dolní Řasnice, Horní Řasnice, Jindřichovice, Dětřichovec, Ludvíkov, Libverda, Bílý Potok, Hejnice, Lužec, Luh, Raspenava, Oldřichov v Hájích, Mníšek, Albrechtice, Vysoká, Dětřichov, Heřmanice, Kunratice, Větrov, Předlánce a části Bulovky a Višňové.

### Rumburské panství
Samotný Rumburk je písemně zmíněn v roce 1298 a jeho jméno je spojeno s tehdejšími majiteli Berky z Dubé. Od roku 1464 drželi rumburské panství Vartenberkové. Po nich nastoupili roku 1485 Schleinitzové. V roce 1587 panství koupil Jiří Mehl ze Strehlitz a v letech 1604 - 1634 se do dějin panství zapsal rod Kinských. Na přelomu 16. a 17. století patřil Leutersdorf k jedné z nejdůležitějších tkalcovských vesnic jižní Lužice. Vzhledem k tomu, že nepatřila k žitavským vesnicím, neplatila ves žádné koncesní poplatky. Vedle Dolního Leutersdorfu (Niederleutersdorf) spadaly pod panství také vsi Gersdorf (Česká Kamenice), Innozenzendorf (Lesné), Josefsdorf (Skalice u České Lípy), Neu-Gersdorf (v Sasku), Neu-Leutersdorf (v Sasku), Nieder-Ehrenberg (Rumburk), Niedergrund (Dolní Podluží), Ober-Hennersdorf (Rumburk), Schönborn (Studánka) a Warnsdorf (Varnsdorf), takže tkalci nejenže odváděli jen malý poplatek ze stavů, ale obchodovali se zbožím přímo ve vsi. Na přelomu 17. a 18. století se majiteli panství stali Lichtenštejnové (1681 - 1848).

## Pražský mír
Rok 1635 a podepsání Pražského míru znamenalo definitivní odtržení Horní a Dolní Lužice ze svazku zemí Koruny české. Markrabství Lužice (Horní i Dolní) Ferdinand II. zastavil do správy saskému kurfiřtovi Janu Jiřímu I. Při předání již dříve zastaveného území se však nejednalo o české ostrovy, které byly bezprostřední součástí korunní země Čechy. Česko-lužická zemská hranice se totiž během středověku složitě utvářela a často měnila. Změny závisely na tom, kam která vrchnost, nejčastěji drobný šlechtic, učinil přiznání k zemi a kam odváděl zemskou berni. To vedlo k tomu, že při předání Horní a Dolní Lužice v roce 1635 existovalo několik ostrůvků, českých exkláv, na území Horní Lužice a naopak několik saských enkláv v Čechách.

## Situace po napoleonských válkách

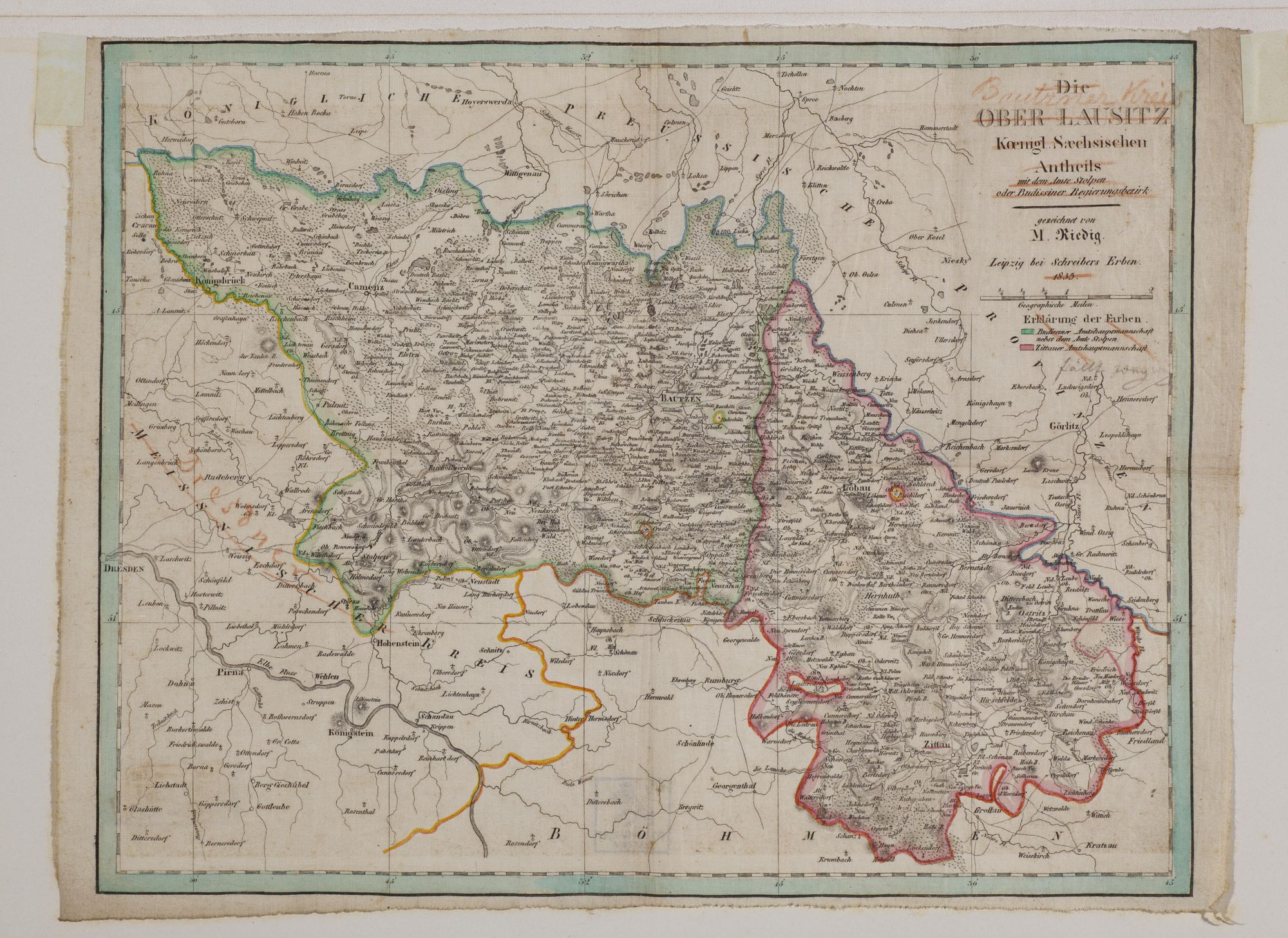
Mapa saské části Horní Lužice po roce 1815, rozdělení do okresů Budyšín a Görlitz

Po vojenské porážce v bitvě u Slavkova (viz Prešpurský mír) se František I. Rakouský vzdal titulu římského císaře, čímž došlo 6. srpna 1806 k formálnímu zániku Svaté říše římské. České království, jako součást Rakouského císařství, stálo v napoleonských válkách proti Francii. Sasko po porážce v bitvě u Jeny (viz Tylžský mír) využilo situace a v roce 1806 vstoupilo do Rýnského spolku. Jako Napoleonův spojenec získalo v roce 1807 Varšavské knížectví, od Pruska Chotěbuz (Cottbus), od Rakouska Západní Halič a Krakovsko. Napoleon dokonce přemýšlel i o tom, že by Sasku daroval i Čechy. V roce 1809 vypukla nová válka a území na česko-saské hranici sužovaly přechody rakouských a sasko-vestfálských vojsk. Na mírových jednáních saský král požadoval severozápadní pohraničí Čech od Chebu přes Ústí nad Labem až po Liberec, ale ze všech nároků nakonec zůstalo jen u českých historických enkláv. K předání ale kvůli dalším válkám nedošlo. Teprve až v roce 1849 se česká hranice vůči Sasku a Prusku (dnes vůči Německu a Polsku) ustálila na svém současném průběhu.
Ze začátku se jednalo o čtyři české ostrovy. Dva z nich, Günthersdorf a Nieder-Gerlachsheim (Günthersdorf, Taubentränke, Neukretchen, Nieder-Gerlachsheim, Winkel a Ginkel), byly po Vídeňském kongresu v roce 1815 s velkou částí Saska odstoupeny Prusku. Po roce 1815 zůstaly na saském území dva české ostrovy Schirgiswalde a Niederleutersdorf. Na město Schirgiswalde se vsí Neuschirgiswalde, Peterswalde a Niederleutersdorf s Josephsdorfem se díky válečným událostem nedostalo. Schirgiswalde tak fungovalo v jakémsi interregnu. Nejvyšším představitelem tohoto "lužického San Marina" se stal městský soudce. Na území české exklávy neexistovala povinná vojenská služba, neodváděly se daně a uzavřená smlouva s Pruskem umožnila dovážet do českých ostrovů zámořské zboží z Hamburku, Brém a Lübecku, které se pašovalo do okolního Saska a Čech.

### Lapkové, lupiči a pašeráci

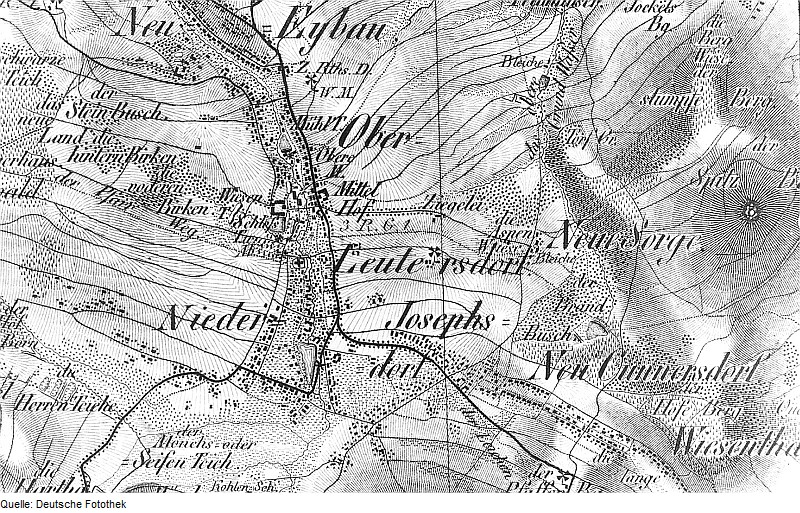
Leutersdorf na mapě z roku 1844/46

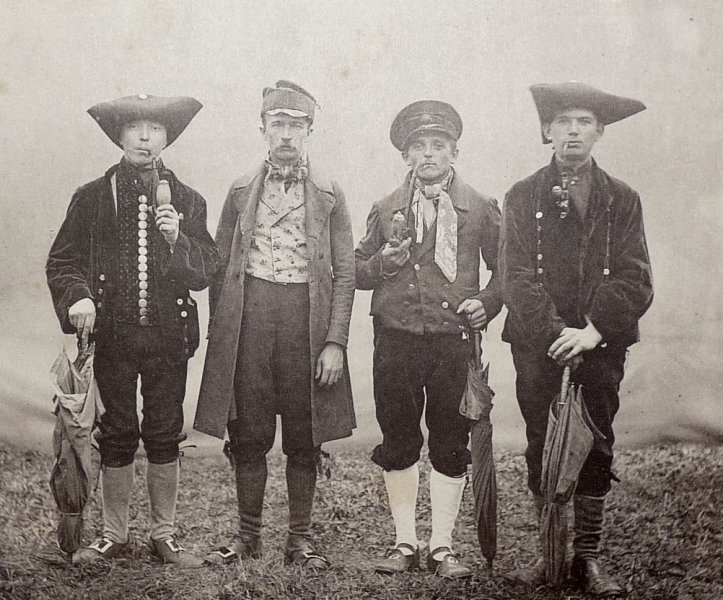
Leutersdorf - muži v kroji z roku 1897

Po ukončení sedmileté války se v Horní Lužici rozmohlo pašeráctví a lupičství, které kolem roku 1800 nabralo nejvyššího vrcholu. Nejvíce se rozšířilo v oblasti mezi Sprévou a Lužickou Nisou, kde operovalo několik band najednou. Mezi nejznámější loupeživé vůdce patřili Palme, Jan Nepomuk Karásek (Prager Johannes nebo Prager Hansel), Václav Kummer (Böhmische Wenzel) a pašerák Friedrich Pietsche (Pascherfriedel). Pro své bezcelní území a nemožnost zásahu saské policie nabízely zejména exklávy Leutersdorf a Schirgiswalde bandám pašeráků a lapků nejlepší útočiště. Karáskovým hlavním stanem se stal Neuleutersdorf a Václav Kummer se zařídil v Neuschirgiswalde, odkud podnikali loupeživé výpravy do saského a blízkého českého okolí. Společně s Karáskem se podařilo z jeho 18-20členné bandy zatknout jeho ženu Magdalénu a členy Joh. Gottlieba Kühneie, Jakoba Köhlera, Johanna Georga Kessela, Antona Klingera, Gottlieba Neumanna, Jakoba Engelmanna, Augusta Wessela, Friedricha Wessela, Gottloba Kellera, Franze Heegenbartha.

### Hráči loterie
Císařovna Marie Terezie zavedla v roce 1751 domácí loterii Lotto di Genova a zahraniční loterie, které odváděly domácí kapitál, zakázala. Loterie se stala jedním z nejvýznamnějších zdrojů státního rozpočtu. Postupně pro velkou oblibu vznikaly i lokální loterie. V české exklávě se tedy hrála loterie podle patentu rakouského a v době "svobodné republiky" se do Schirgiswalde sjížděli hazardní hráči z celého okolí. Tah probíhal v Praze a v Brně každou středu a neděli. Stávalo se, že bankéři v Schirgiswalde přijímali sázky ještě v době, kdy už byla v Čechách čísla dávno tažena. K tomu finanční podvodníci vyvinuli systém, kterým si předávali zprávy o tažených číslech z jednoho kopce na druhý. Přirozeně při odhalení takového podvodu, kdy banky podvodníkovi výhru nevyplatily, docházelo i k velkým bitkám.

### Exulanti
V českých exklávách hledali útočiště také osoby vykázané ze země a utečenci z různých zemí. Do roku 1813 žil v domě č. 66 francouzský abbé, v roce 1825 pod pseudonymem Heinrich jistý pruský rytmistr, v domě č. 275 až do roku 1831 ve vyhnanství rakouská hraběnka nebo do města mířili saští dezertéři. Taxa za dopadení se pohybovala kolem 18 grošů a vojenští zběhové pak putovali k nejbližší české posádce.

### Řemesla a cechy
Během interregna do Schirgiswalde mířili ze Saska, Pruska, Čech, ale i ze vzdálenějších zemí, všemožní řemeslníci. A to hlavně z důvodu velkého množství ve městě usazených cechů a nižších cechovních poplatků. Mnohem levněji tak skládali tovaryšské a mistrovské zkoušky. Už v roce 1704 působily ve městě cechy kovářů, zámečníků, kolařů, sudařů, stolařů, sklářů a zedníků. V roce 1716 přibyli hodináři, ostrožníci, puškaři, v roce 1721 tesaři, v roce 1722 krejčí, v roce 1742 ševci a obuvníci, v roce 1750 řezníci, pekaři, mlynáři, mýdlaři, hrnčíři, cukráři, knihvazači a jirchaři, v roce 1756 punčocháři. Konečně až v roce 1845 to byl také cech soukeníků.

### Nastolení pořádku a předání Sasku
Situace se změnila až v roce 1834 založením Německého celního spolku (Deutsche Zollverein). Schirgiswalde a Niederleutersdorf se tak rázem dostaly do vnitřního území obklopeného hranicí s celnicemi. Schirgiswalde se vyhnulo tíživé situaci uzavřením smlouvy se Saskem, kterému městská správa odváděla celní poplatky. K nastolení pořádku došlo až po zásahu rakouského ministra zahraničí Metternicha. Dne 4. července se konalo za přítomnosti litoměřického krajského hejtmana, budyšínského okresního ředitele, představitelů města a církevní správy slavnostní předání.
Mnohem komplikovaněji probíhala jednání o předání exklávy v Niederleutersdorfu. Rumburské državy na samém severu Šluknovského výběžku zahrnovaly obce Nieder Leutersdorf, Neuleutersdorf, Josephsdorf a Neuwalde, které se nacházely v prostoru ohraničeném saskými obcemi Gersdorf, Hetzwalde, Neueybau, Oberleutersdorf, Neucunnersdorf a Seifhennersdorf. Smlouvu o předání a výměně území uzavřené mezi státy Rakouskem a Saskem se podařilo nakonec uzavřít 5. března 1848. Rakousku připadla oblast severně a jižně od Višňové (Weigsdorf), dále území obcí Minkovice (Minkwitz) a Víska (Alt- und Neudoerfel) na česko-saské hranici, dále na jižní hranici tehdejší Horní Lužice a dosud náležící k Sasku území u Oldřichova na Hranicích (Ullersdorf) a to až do Uhelné (Gohlig) a cesty do Luptinu (nyní poblíž obce Kopaczów). Naopak Koruně saské připadly statky Nieder Leutersdorf, Josephsdorf a Neuwalde.

## České exklávy po roce 1945
Po roce 1945 připadly bývalé české exklávy Günthersdorf (Godzieszów) a Niedergerlachsheim (Grabiszyce Dolne) s ostatním územím v Horní Lužici, rozprostírajícím se v oblasti na východ od Nisy až po řeku Kwisu, Polsku. Günthersdorf se nachází v dolnoslezském vojvodství v okrese Bolesławiec a Niedergerlachsheim je součástí města Leśna v okrese Lubáň. Rozhodnutí jaltské a postupimské konference potvrdila mírová smlouva o hranici Odra-Nisa z roku 1950 a v roce 1990 německo-polská příhraniční smlouva. Ostrovy Schirgiswalde a Niederleutersdorf náležely NDR a po zrušení zemí v roce 1952 spadala Horní Lužice z větší části pod kraj Drážďany a okresy Hoyerswerda a Weißwasser pod kraj Chotěbuz (Cottbus). Po roce 1990 jsou součástí Svobodného státu Sasko - Schirgiswalde v zemském okrese Budyšín a Niederleutersdorf v zemském okrese Zhořelec. Preambule Saské ústavy sice obsahuje návaznost saského lidu na dolnoslezskou historii, ale o Horní Lužici se nezmiňuje. Od 1. ledna 2011 tvoří město Schirgiswalde společně s obcemi Kirschau a Crostau správní obec Schirgiswalde-Kirschau.